# Унбиуний
| 121        | Унбиуний |
| Ubu—       |          |
| [Og]8s28p1 |          |

Унбиуний (лат. Unbiunium, Ubu) — временное систематическое название гипотетического химического элемента в периодической системе с атомным номером 121.

## Происхождение названия
Слово «унбиуний» образовано из корней латинских числительных и буквально обозначает «один-два-одиний» (числительное «сто двадцать первый» в латыни строится совсем иначе). Предполагается, что в дальнейшем название будет изменено.

## Получение
По состоянию на начало 2019 года не было попыток синтеза элемента 121. Далее приведены ядерные реакции, которые могут быть использованы для получения элемента 121:
- 208Pb + 89Y → 297Ubu
- 232Th + 71Ga → 303Ubu
- 238U + 65Cu → 303Ubu
- 237Np + 64Ni → 301Ubu
- 244Pu + 59Co → 303Ubu
- 243Am + 58Fe → 301Ubu
- 248Cm + 55Mn → 303Ubu
- 249Bk + 54Cr → 303Ubu
- 249Cf + 51V → 300Ubu
- 254Es + 50Ti → 304Ubu